# Chiềng Ngần
Chiềng Ngần là một xã thuộc thành phố Sơn La, tỉnh Sơn La, Việt Nam.
Xã Chiềng Ngần có diện tích 45,33 km², dân số năm 1999 là 4.949 người, mật độ dân số đạt 109 người/km².